# Storbritanniens Grand Prix 2015
Storbritanniens Grand Prix 2015, officiellt 2015 British Grand Prix, var en Formel 1-tävling som hölls den 5 juli 2015 på Silverstone Circuit i Silverstone, Storbritannien. Det var den nionde tävlingen av Formel 1-säsongen 2015 och kördes över 52 varv. Vinnare av loppet blev Lewis Hamilton för Mercedes, tvåa blev Nico Rosberg, även han för Mercedes, och trea blev Sebastian Vettel för Ferrari.

## Kvalet
| KR. | Nr | Förare            | Konstruktör          | Q1       | Q2       | Q3       | Grid |
| --- | -- | ----------------- | -------------------- | -------- | -------- | -------- | ---- |
| 1   | 44 | Lewis Hamilton    | Mercedes             | 1:33,796 | 1:33,068 | 1:32,248 | 1    |
| 2   | 6  | Nico Rosberg      | Mercedes             | 1:33,475 | 1:32,737 | 1:32,361 | 2    |
| 3   | 19 | Felipe Massa      | Williams-Mercedes    | 1:34,542 | 1:33,707 | 1:33,085 | 3    |
| 4   | 77 | Valtteri Bottas   | Williams-Mercedes    | 1:34,171 | 1:33,020 | 1:33,149 | 4    |
| 5   | 7  | Kimi Räikkönen    | Ferrari              | 1:33,426 | 1:33,911 | 1:33,379 | 5    |
| 6   | 5  | Sebastian Vettel  | Ferrari              | 1:33,562 | 1:33,641 | 1:33,547 | 6    |
| 7   | 26 | Daniil Kvyat      | Red Bull-Renault     | 1:34,422 | 1:33,520 | 1:33,636 | 7    |
| 8   | 55 | Carlos Sainz, Jr. | Toro Rosso-Renault   | 1:34,641 | 1:34,071 | 1:33,649 | 8    |
| 9   | 27 | Nico Hülkenberg   | Force India-Mercedes | 1:34,594 | 1:33,693 | 1:33,673 | 9    |
| 10  | 3  | Daniel Ricciardo  | Red Bull-Renault     | 1:34,272 | 1:33,749 | 1:33,943 | 10   |
| 11  | 11 | Sergio Pérez      | Force India-Mercedes | 1:34,250 | 1:34,268 |          | 11   |
| 12  | 8  | Romain Grosjean   | Lotus-Mercedes       | 1:34,646 | 1:34,289 |          | 12   |
| 13  | 33 | Max Verstappen    | Toro Rosso-Renault   | 1:34,819 | 1:34,502 |          | 13   |
| 14  | 13 | Pastor Maldonado  | Lotus-Mercedes       | 1:34,877 | 1:34,511 |          | 14   |
| 15  | 9  | Marcus Ericsson   | Sauber-Ferrari       | 1:34,643 | 1:34,868 |          | 15   |
| 16  | 12 | Felipe Nasr       | Sauber-Ferrari       | 1:34,888 |          |          | 16   |
| 17  | 14 | Fernando Alonso   | McLaren-Honda        | 1:34,959 |          |          | 17   |
| 18  | 22 | Jenson Button     | McLaren-Honda        | 1:35,207 |          |          | 18   |
| 19  | 28 | Will Stevens      | Marussia-Ferrari     | 1:37,364 |          |          | 19   |
| 20  | 98 | Roberto Merhi     | Marussia-Ferrari     | 1:39,377 |          |          | 20   |

| Vidare från första kvalrundan ▬▬ Vidare från andra kvalrundan ▬▬ |

## Loppet
| Pos. | Nr | Förare            | Konstruktör          | Varv | Tid             | Grid | P  |
| ---- | -- | ----------------- | -------------------- | ---- | --------------- | ---- | -- |
| 1    | 44 | Lewis Hamilton    | Mercedes             | 52   | 1:31:27,729     | 1    | 25 |
| 2    | 6  | Nico Rosberg      | Mercedes             | 52   | +10,956         | 2    | 18 |
| 3    | 5  | Sebastian Vettel  | Ferrari              | 52   | +25,443         | 6    | 15 |
| 4    | 19 | Felipe Massa      | Williams-Mercedes    | 52   | +36,839         | 3    | 12 |
| 5    | 77 | Valtteri Bottas   | Williams-Mercedes    | 52   | +1:03,194       | 4    | 10 |
| 6    | 26 | Daniil Kvyat      | Red Bull-Renault     | 52   | +1:03,955       | 7    | 8  |
| 7    | 27 | Nico Hülkenberg   | Force India-Mercedes | 52   | +1:18,744       | 9    | 6  |
| 8    | 7  | Kimi Räikkönen    | Ferrari              | 51   | +1 varv         | 5    | 4  |
| 9    | 11 | Sergio Pérez      | Force India-Mercedes | 51   | +1 varv         | 11   | 2  |
| 10   | 14 | Fernando Alonso   | McLaren-Honda        | 51   | +1 varv         | 17   | 1  |
| 11   | 9  | Marcus Ericsson   | Sauber-Ferrari       | 51   | +1 varv         | 15   |    |
| 12   | 98 | Roberto Merhi     | Marussia-Ferrari     | 49   | +3 varv         | 20   |    |
| 13   | 28 | Will Stevens      | Marussia-Ferrari     | 49   | +3 varv         | 19   |    |
| Ret  | 55 | Carlos Sainz, Jr. | Toro Rosso-Renault   | 31   | Kraftenhet      | 8    |    |
| Ret  | 3  | Daniel Ricciardo  | Red Bull-Renault     | 21   | Kraftenhet      | 10   |    |
| Ret  | 33 | Max Verstappen    | Toro Rosso-Renault   | 3    | Körde av        | 13   |    |
| Ret  | 8  | Romain Grosjean   | Lotus-Mercedes       | 0    | Kollision       | 12   |    |
| Ret  | 13 | Pastor Maldonado  | Lotus-Mercedes       | 0    | Kollisionsskada | 14   |    |
| Ret  | 22 | Jenson Button     | McLaren-Honda        | 0    | Kollision       | 18   |    |
| DNS  | 12 | Felipe Nasr       | Sauber-Ferrari       | 0    | Transmission    | 16   |    |

| Förare och stall som tog poäng ▬▬ |

## Ställning efter loppet
|     | Pos. | Förare           | Poäng |
| --- | ---- | ---------------- | ----- |
| ▬   | 1    | Lewis Hamilton   | 194   |
| ▬   | 2    | Nico Rosberg     | 177   |
| ▬   | 3    | Sebastian Vettel | 135   |
| ▲ 1 | 4    | Valtteri Bottas  | 77    |
| ▼ 1 | 5    | Kimi Räikkönen   | 76    |

|   | Pos. | Konstruktör          | Poäng |
| - | ---- | -------------------- | ----- |
| ▬ | 1    | Mercedes             | 371   |
| ▬ | 2    | Ferrari              | 211   |
| ▬ | 3    | Williams-Mercedes    | 151   |
| ▬ | 4    | Red Bull-Renault     | 63    |
| ▬ | 5    | Force India-Mercedes | 39    |

- Notering: Endast de fem bästa placeringarna i vardera mästerskap finns med på listorna.